# Regne de Gwent
Gwent va ser un petit reialme que va existir en el període posterior a la retirada dels romans de l'illa de la Gran Bretanya, i que estava situat al sud-est de l'actual Gal·les, entre els rius Wye i Usk. La seva gent eren d'ètnia celta. Durant la seva existència van haver tres períodes: un d'independent (?-942), un segon unit al regne de Glywysing durant el qual el país es va anomenar Morgannwg i un darrer en què va tornar a ser independent (1063-1081) fins que va acabar formant part d'Anglaterra.

## Establiment
Aquest territori va estar poblat des del Paleolític. S'han trobat restes arqueològiques del mesolític a Goldcliff i també de creixent activitat durant els períodes de l'edat del bronze i l'edat del ferro.
Gwent es va establir com a reialme després que els romans abandonessin Britànnia. Els seus habitants van ser descendents dels silurs. El nom ve de la capital de la tribu dels silurs Venta Silurum, que potser volia dir «mercat dels silurs», que després anomenaven Guenta i més endavant, pel fet d'estar fortificada, es va dir Caerwent («el burg de Venta»). A diferència d'altres territoris gal·lesos, els habitants de Caerwent i de Caerleon van mantenir en ús les muralles defensives que s'havien construït en època romana.

## Període independent
El reialme original ocupava el territori entre el riu Usk, el Wye i l'estuari del Severn . Cap al nord tocava amb els territoris anomenats Ewyas i Ergyng (després dits "Archenfield"). Segons diu una antiga genealogia gal·lesa, el fundador del regne va ser Caradoc Freichfras, que basada en textos de Tàcit tenia avantpassats hispànics. El centre o capital era Caerwent, que ja va ser centre administratiu romà, o potser Caerleon, que va ser una important base militar romana. Del segle V en endavant uns sants gal·lesos van cristianitzar el país: Dubricius, Tatheus i Cadoc. Segons conta la tradició, vers el segle vi, Caradoc va traslladar la cort de Caerwent a Portskewett (edificació que potser estava en la rodalia del barri de Sudbrook). Algunes llegendes diuen que Gwent va ser fundat per Erb, que potser fos un descendent de Caradoc, que sembla que va ser un governant de l'est d'Ergyng, a les Black Mountains, el qual va guanyar el control sobre una àrea més àmplia cap al sud.

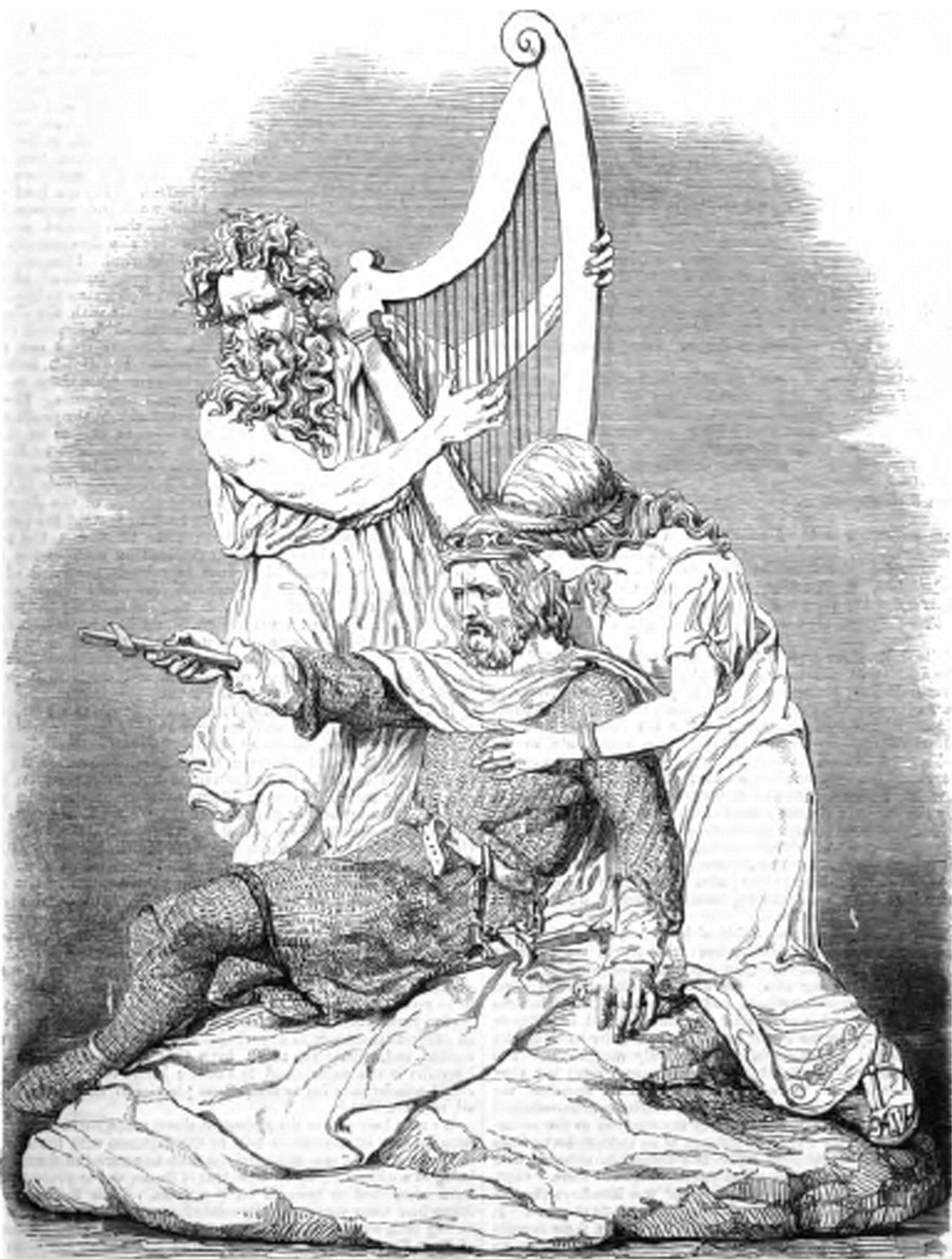
Mort de Teudric el Màrtir.

Un monarca posterior va ser el rei cristià Tewdrig, que va morir de les ferides lluitant per defensar el país d'una invasió dels saxons pagans i per això el van considerar màrtir. Es creu que el rei pagà va ser Ceolwulf de Wessex, però no s'ha pogut demostrar. El seu fill, Meurig potser va ser el responsable mitjançant matrimoni de la unió amb Glywysing, el regne veí de l'oest, al segle VII. Alguns creuen que el fill de Meurig, anomenat Athrwys, va donar peu a la llegenda artúrica.
Durant algun període en el segle viii, Gwent i Glywysing van formar un sol reialme. En aquesta època Gwent s'estenia cap a l'est del riu Wye fins a l'àrea anomenada Cantref Coch, que després es diria bosc de Dean. Posteriorment la fontera est quedaria establerta pel riu Wye, potser determinada per Mèrcia durant el regnat d'Offa a finals del segle VIII i amb més certesa per Etelstan, rei d'Anglaterra el 927. L'àrea oest al voltant del riu Usk s'anomenava Gwynllŵg o Glywysing, que era el reialme veí.

## Unió amb Glywysing: Morgannwg
El 931, Morgan ab Owain de Gwent, després conegut pel sobrenom de Morgan Hen (Morgan el vell), va ser un dels governants gal·lesos que es va sotmetre voluntàriament a Etelstan, rei dels anglosaxons, i el va servir a la seva cort de Hereford. Tanmateix, Gwent no va perdre la seva identitat pròpia. Vers l'any 942, Gwent i Glywysing es van unir temporalment sota el nom de Morgannŵg, que vol dir «la costa de Morgan», en honor de Morgan Hen, però a la mort d'aquest es van tornar a separar. El 1034 Canut II de Dinamarca va envair Gwent.

## Destrucció
L'existència de Gwent com a reialme independent va acabar quan Gruffydd ap Llywelyn, príncep de Gwynedd, va conquerir l'àrea de Morgannŵg el 1055, i va esdevenir governant de tot Gal·les. Uns anys després, el 1063, Caradog ap Gruffudd va tornar a establir el regne independent de Gwent. El 1065 el comte Harold de Hereford, va envair el país per tal de muntar una base a Portskewett, però va ser devastada per Caradog, i Harold —que llavors s'havia fet coronar com a rei d'Anglaterra— va morir en la batalla de Hastings l'any següent.
L'any 1067 la conquesta normanda es va estendre cap a l'oest de la Gran Bretanya i l'àrea de domini de Caradog es va traslladar també cap a l'oest, reduïda a Deheubarth, territori que va mantenir fins a la seva mort el 1081. Per aquell temps la major part de Gwent ja estava fermament sota control normand, encara que la població va continuar rebel·lant-se intermitentment fins al 1217, quan William Marshal va enviar tropes per prendre possessió del castell de Caerleon.
Els normands es van repartir la zona, afegides a les àrees que ja controlaven més enllà del riu Usk. Les noves divisions administratives es van dir marques gal·leses i van ser les següents: Abergavenny, Caerleon, Monmouth, Striguil (Chepstow) i Usk. S'Hi van construir castells de pedra, alguns substituint els antics castells de mota que eren de fusta. La densitat de castells per quilòmetre quadrat és de la més alta en tota l'illa de la Gran Bretanya i en la resta de les marques gal·leses, fet que demostra la gran resistència de la població a ser dominats. A la regió de Monmouth se'n troben fins a 25 fortificacions.

## Després de la desaparició
Després de l'extinció del regne el nom es va conservar en el nom de la geografia. Hi ha una cadena de muntanyes boscoses que en gal·lès es diu Coed Gwent i en anglès Wentwood; aquestes muntanyes separen dues regions geogràfiques anomenades Gwent Uwch-coed i Gwent Is-coed, les dues regions formen una àrea anomenada en angles Wentland o Gwentland.
El nom també es conserva formant part de l'administració política. Des del segle xix es feia servir la paraula Gwent en la literatura del romanticisme per referir-se a Monmouthshire. Amb la reforma administrativa del 1974/5, es van crear noves àrees administratives o comtats, dins de Gal·les, que van prendre el nom dels antics regnes medievals, una d'elles, Gwent. Aquesta va deixar d'existir el 1996, any en què es va descentralitzar i va ser substituïda per les següents autoritats de govern local: Newport, Blaenau Gwent, Torfaen, Caerphilly i Monmouthshire. El nom del comtat encara es fa servir per qüestions cerimonials i en el nom d'alguns departaments i organismes com ara: Gwent Police, Royal Gwent Hospital, Coleg Gwent (col·legi de secundària), Newport Gwent Dragons (equip de rugbi).

## Llista de reis de Gwent
Amb seu a Caerwent
- Ynyr fill de Dyfnwal, fill d'Ednyfed, fill d'Anwn i la seva esposa St Madrun ferch Gwerthefyr
- Iddon fill de Ynyr (480 - 490)
- Caradog (Strongarm) fill de Ynyr
- Meurig ap Caradog i la seva esposa Dyfwn ferch Glywys
- Erbic ap Meurig ?

Amb seu a Caerleon
- Anwn ap Macsen Wledig[a]
- Tudwal ap Anwn
- Teithrin ap Tudwal
- Teithfallt ap Teithrin
- Tewdrig, fill de Teithfallt (490 – 493/517)
- Meurig ap Tewdrig rei de Gwent (493/517 – 530–540)
- Athrwys ap Meurig rei de Gwent (530–540 - 573)
- Frioc ap Meurig, amb Idnerth ap Meurig ?
- Ithel ap Athrwys
- Morgan el Gran ?
- Morgan el Cortès i Benefactor ? (-654)
- Anthres ap Morcant ? (654-663)
- Morgan el Generós (- 730)
- Ithel ap Morgan (710/715 - 735/740/745/755)
- Ffernfael ab Idwal (- 774/777)
- Arthwyr ap Ffernfael (774-810)
- Idwallon ap Gwrgant (810-842)
- Ithel ap Hywel o ap Arthwyr?(842-848)
- Meurig ap Hywel o ap Ithel? (848-849)
- Meurig ap Arthfael Hen (849-874)
- Ffernfael ap Meurig (874-880)
- Brochfael ap Meurig (880-920)
- Arthfael ap Hywel (-916/927)
- Owain ap Hywel (920-930)
- Cadell ap Arthfael (930-940/943)

Primera unió de Gwent i Glywising. Submissió voluntària a Anglaterra.
- Morgan el Vell (Morgan Hen o Morgan ab Owain o Morgan Hen Fawr) (940/943–955)

Gwent i Glywysing es tornen a separar
- - Nowy ap Gwriad ap Brochfael ap Rhodri ap Arthfael Hen, rei de Gwent (c. 950–c. 970), mentre que Glywysing va estarg overnat pels germans d'Owain ap Morgan (dates desconegudes)
- Arthfael ap Nowy, fill de l'anterior (c.970–983)
- Rhodri ap Elisedd (983–c. 1015), cosí de Nowy, governà conjuntament amb el eu germà
- Gruffydd ap Elisedd (983–c. 1015)
- Edwyn ap Gwriad (1015–1045)
- Meurig ap Hywel (1045–1055),fill d'Owain
- Cadwgan ap Meurig (1045–1055)
- Gruffydd ap Llywelyn, príncep invasor de Gwynedd (1055–1063), morí i fou substituït pel seu predecessor

Segona unió amb Glywysing
- Cadwgan ap Meurig (1063–1074), rei de Morgannwg
- Caradog ap Gruffydd (1075–1081), fill de Gruffydd ap Rhydderch
- Iestyn ap Gwrgant (1081–1091)

Senyoriu de Glamorgan
- Owain ap Caradog (1081-1113/1116)